# Quatuor de Londres
 (février 2022).

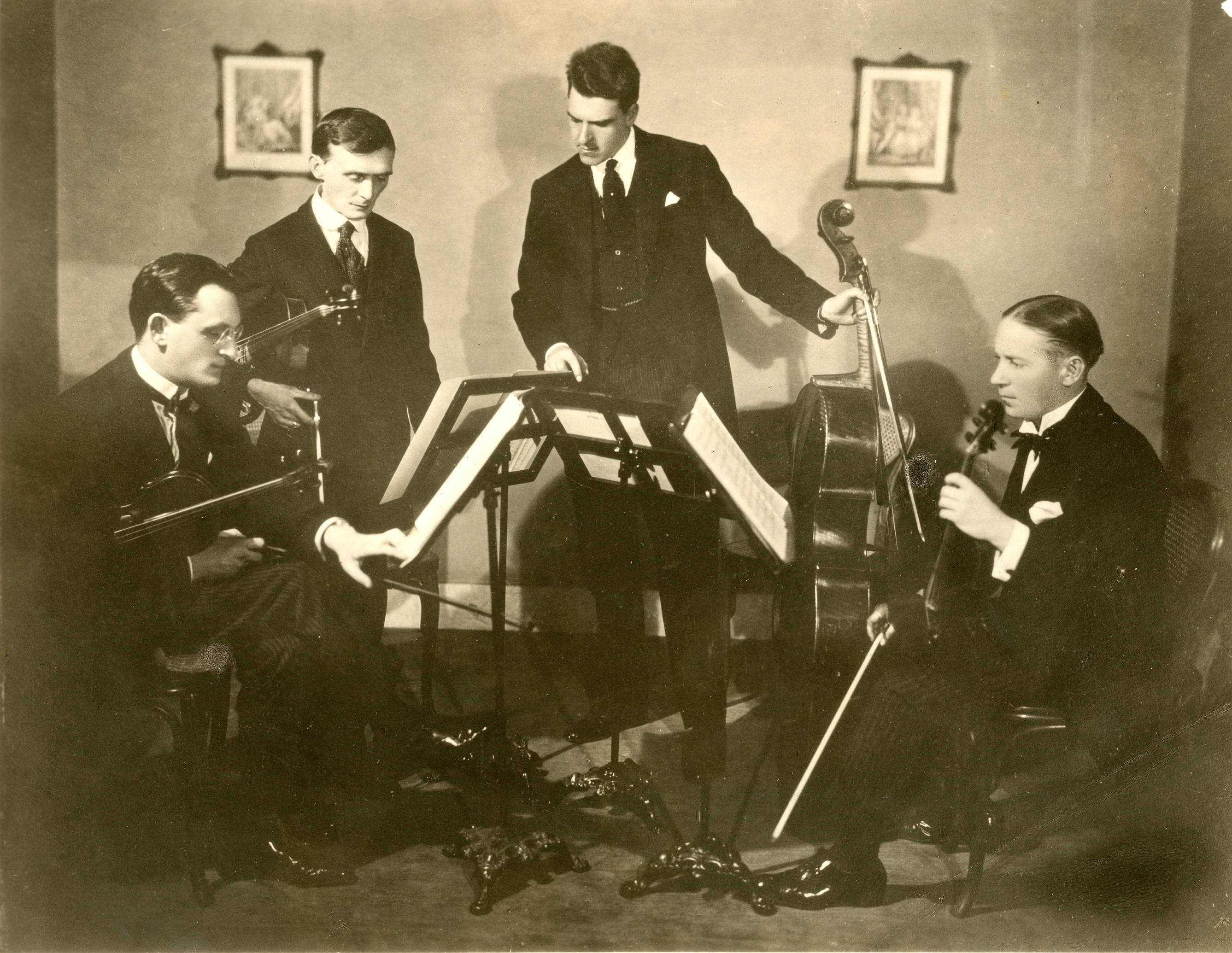
Les membres du Quatuor (James Levey, Thomas W. Petre, Harry Waldo Warner et Charles Warwick Evans) le 6 octobre 1925

Le Quatuor de Londres (en anglais : London String Quartet) est un ensemble de musique de chambre anglais composé de deux violons, un alto et un violoncelle. Fondé en 1908, il grave en 1917 le premier enregistrement du quatuor de Ravel. Il est dissous en 1935. Un nouvel ensemble reprend le même nom, entre 1950 et 1961.

## Membres

### De 1908 à 1935
- Premier violon : Albert Sammons (1908-1917) ; James levey (1917-1927) ; John Pennington (1927-1935)
- Deuxième violon : Thomas Petre (1908-1914), H. Wynn Reeves, Herbert Kinsey, Edwin Virgo, Thomas Petre (1919-1935)
- Alto : H. Waldo-Warner (1908-1929), Philip Sainton (1929-1930), William Primrose (1930-1935)
- Violoncelle : C. Warwick-Evans (1908-1935)

## Créations
- John McEwen, Quatuor à cordes no 6 (1915)

## Discographie
- The London String Quartet enregistrements 1917–1951 (8CD Music & Arts CD-1253)

## Source
- Alain Pâris, Dictionnaire des interprètes et de l'interprétation musicale au XXe siècle, Paris, Laffont, coll. « Bouquins », 2004 (réimpr. 1985, 1989, 1995), 4e éd. (1re éd. 1982), 1278 p. (ISBN 2-221-08064-5, OCLC 901287624), p. 1217.